# Dybbuk (Balé)
Dybbuk é um balé feito pelo Balé da Cidade de Nova Iorque em conjunto com Jerome Robbins e Leonard Bernstein. A estréia aconteceu no dia 16 de Maio de 1974 no David H. Koch Theater, Lincoln Center, com cenário de Rouben Ter-Arutunian, roupas de Patricia Zipprodt e iluminação de Jennifer Tipton. Nesse balé, Bernstein usou a composição Dodecafônica.

## Elenco

### Original
- Patricia McBride
- Tracey Bennett
- Helgi Tomasson
- Bart Cook
- Victor Castelli
- Hermes Conde

### Celebração à Jerome Robbins em 2008
- Rachel Rutherford
- Benjamin Millepied